# Ernst Stein (Politiker, 1916)
Ernst Stein (* 17. Oktober 1916 in Kleinleipisch; † 7. April 1977) war er ein deutscher SED-Funktionär. Er war Sekretär der SED-Bezirksleitung Berlin und Erster Sekretär der SED-Kreisleitung Köpenick.

## Leben
Stein, Sohn einer Arbeiterfamilie, besuchte die Volks- und Berufsschule, absolvierte eine Lehre als Bauschlosser und arbeitete anschließend in diesem Beruf. 1931 trat er dem KJVD bei. 1936 wurde er zum Reichsarbeitsdienst, 1937 zur Wehrmacht eingezogen. 1945 geriet er als Oberfeldwebel in sowjetische Kriegsgefangenschaft und besuchte von Mai 1947 bis März 1948 die Antifa-Schule 2041 im Dorf Talizy.
Am 1. April 1948 kehrte er aus der Kriegsgefangenschaft zurück, ging nach Berlin und trat der SED bei. Er arbeitete zunächst als Schlosser beim VEB RFT Köpenick. Von November 1948 bis Oktober 1949 wirkte er als SED-Betriebsgruppensekretär beim VEB Kabelwerk Oberspree Berlin-Köpenick. Von Oktober 1949 bis 1955 war er Erster Sekretär der SED-Kreisleitung Köpenick und vom 18. März 1956 bis 31. Oktober 1975 Sekretär für Landwirtschaft bzw. Leiter des Büros für Landwirtschaft bzw. (ab 1971) Nahrungsgüterwirtschaft, Handel und örtliche Versorgungswirtschaft der SED-Bezirksleitung Berlin. Stein war bis zu seinem Tod Mitglied der SED-Bezirksleitung. Er war seit 1954 Kandidat, seit 1956 Mitglied des Büros bzw. des Sekretariats der SED-Bezirksleitung. Er wurde aus gesundheitlichen Gründen – auf eigenen Wunsch – als Sekretär abgelöst. Ein Fernstudium an der Fachschule für Landwirtschaft in Oranienburg schloss er im September 1964 als staatlich geprüfter Landwirt ab. 
Von 1967 bis 1976 war er Stadtverordneter von Ost-Berlin und Vorsitzender der Ständigen Kommission für Landwirtschaft der Stadtverordnetenversammlung.

## Auszeichnungen
- Vaterländischer Verdienstorden in Bronze (1969), in Silber und in Gold (1974)[2]
- Banner der Arbeit (1966)[3]